# アブナー・リード (DD-526)
アブナー・リード (USS Abner Read, DD-526) は、アメリカ海軍の駆逐艦。フレッチャー級。艦名は南北戦争で活躍し戦死したアブナー・リード中佐にちなむ。

## 艦歴

### 1943年
「アブナー・リード」はサンフランシスコのベスレヘム・スチールで1941年10月30日に起工し、1942年8月18日にジョン・W・ゲーツ夫人によって進水。艦長T・ブロワーズ中佐の指揮の下1943年2月5日に就役する。
就役後、カリフォルニア水域での慣熟訓練を終えたのち、4月に第51.2任務群に編入されてアリューシャン方面の戦いに加わる。5月4日からアッツ島近海で哨戒を開始し、アッツ島の戦い初日の11日には第7歩兵師団を掩護して艦砲射撃を行う。5月16日にもアッツ島を砲撃したのち戦場から離れ、5月31日にサンディエゴに帰投した。
サンフランシスコの乾ドックで二週間整備を行ったあと、6月14日に出港してアダック島に向かう。第16任務部隊に編入され、7月22日には第16.22任務群の一艦としてキスカ島へ激しい艦砲射撃を行った。8月12日から15日にかけてはコテージ作戦に参加し、再度キスカ島を砲撃。しかし、8月17日になって日本軍がキスカ島から撤退していたことが判明した。その夜、「アブナー・リード」は念のためにキスカ島近海で哨戒していたが、8月18日1時50分ごろに触雷した。当初は爆発が起こっても原因が分からなかったが、ほどなくして機雷が原因であると判明した。艦尾は切り裂かれて煙を発し、後部居住区画の乗組員は煙に苦しんだ。また、暗闇の中で何名かの乗組員がデッキ上の燃料タンクの穴に転落し、艦尾は深く沈み始めた。煙にまかれた乗組員も、水で意識を取り戻して事なきを得た。

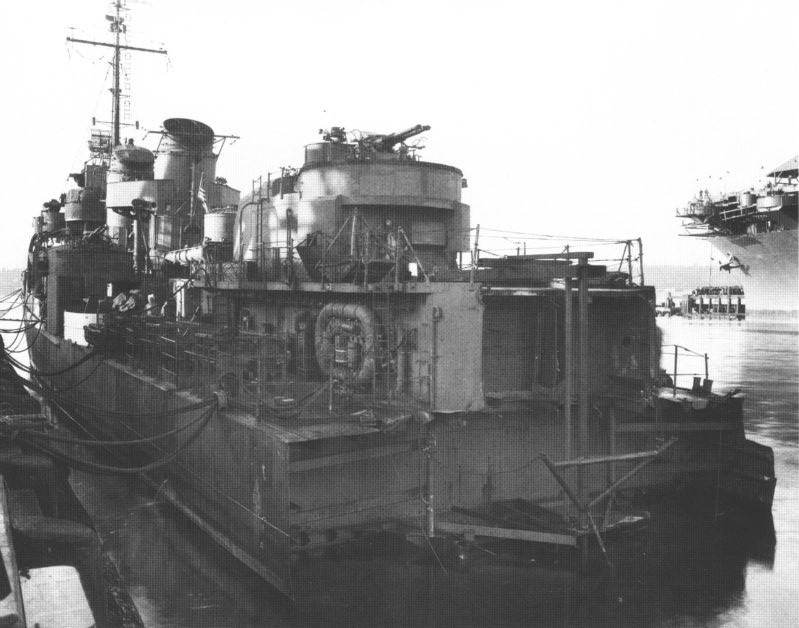
蝕雷で艦尾を吹き飛ばされた「アブナー・リード」

この8月18日の触雷で「アブナー・リード」は戦死および行方不明47名、負傷者70名を出し、艦尾が脱落し、艦は艦尾方向に大きく水没した。航行不能に陥ったアブナー・リードは艦隊曳船「ウーテ (USS Ute, AT-76) 」に曳航されて同日3時55分に移動を開始し、アダックで応急修理が行われた。次いで、ウーテから曳航を引き継いだ曳船「オリオール (USS Oriole, AT-136) 」によってアラスカ各地の港に立ち寄って修理を続けながら南下し、10月7日にワシントン州ブレマートンに到着してピュージェット・サウンド海軍工廠で大規模な修理作業に入った。12月21日には修理は終わり、訓練と試験を行った。

### 1944年
1944年2月、「アブナー・リード」は真珠湾に回航され、ニューギニアの戦いに加わることとなったが、2月28日に南緯08度44分 東経148度27分 / 南緯8.733度 東経148.450度の地点で座礁事故を起こし、損傷する。3月1日にミルン湾に回航されて修理が行われたが、引き続きニューギニア水域にとどまり、第7艦隊（トーマス・C・キンケイド中将）指揮下の第75任務部隊に編入される。4月22日のホーランジアの戦いではフンボルト湾に入って火力支援に従事。続いてワクデ島に進み、4月30日に島にある日本軍飛行場に対して艦砲射撃を実施する。ウェワクでは5月12日に、味方魚雷艇隊の障害となっていた日本軍沿岸拠点の制圧を行った。5月17日にはワクデの戦いでの火力支援のため再びワクデ島水域に戻り、アララ地区を砲撃。砲撃後は第77.3任務群に加わり、ビアク島の戦いに参加した。
6月8日から9日にかけて、第十六戦隊司令官・左近允尚正少将は駆逐艦だけで部隊編成を行い、ビアク島への突入を策した（第二次渾作戦）。これに対してオーストラリア海軍のヴィクター・クラッチレー少将は第74任務部隊を率いて迎撃にあたる。「アブナー・リード」は第48駆逐群の先頭に立って迎撃したが、左近允少将の小艦隊が早々と反転したため交戦の機会はなかった。6月18日から19日にかけては再度ウェワクで砲撃を行い、7月2日からのヌンホル島の戦いでも、ワクデ、ウェワクなどと同様に火力支援に従事した。一連の戦いの支援を終えたあと、マヌス島ゼーアドラー湾に後退した。8月8日にシドニーに向けて出港し、シドニーから戻ったあと9月15日からのモロタイ島の戦いの支援を行う。10月7日にはアドミラルティ諸島の戦いのおまけ的な戦いであるポナム島の掃討を行い、10月17日にはレイテ島の戦いに加わるためマヌス島を出撃。戦い初日の20日、レイテ湾の奥にあるサンペドロ湾に入り、海岸地帯の哨戒を行った。また、ダグラス・マッカーサー陸軍大将が乗艦する軽巡洋艦「ナッシュビル (USS Nashville, CL-43) 」や第7艦隊旗艦の揚陸指揮艦「ワサッチ (USS Wasatch, AGC-9) 」の護衛も行った。しかし、このために10月25日未明のスリガオ海峡海戦に参加することはなく、海戦当日は煙幕を張ってワサッチなどを守る任務に就いていた。艦長のアーサー・M・パーディ中佐はこのことを残念がり、魚雷が10本すべて残っていることを恥じていた。

### 沈没

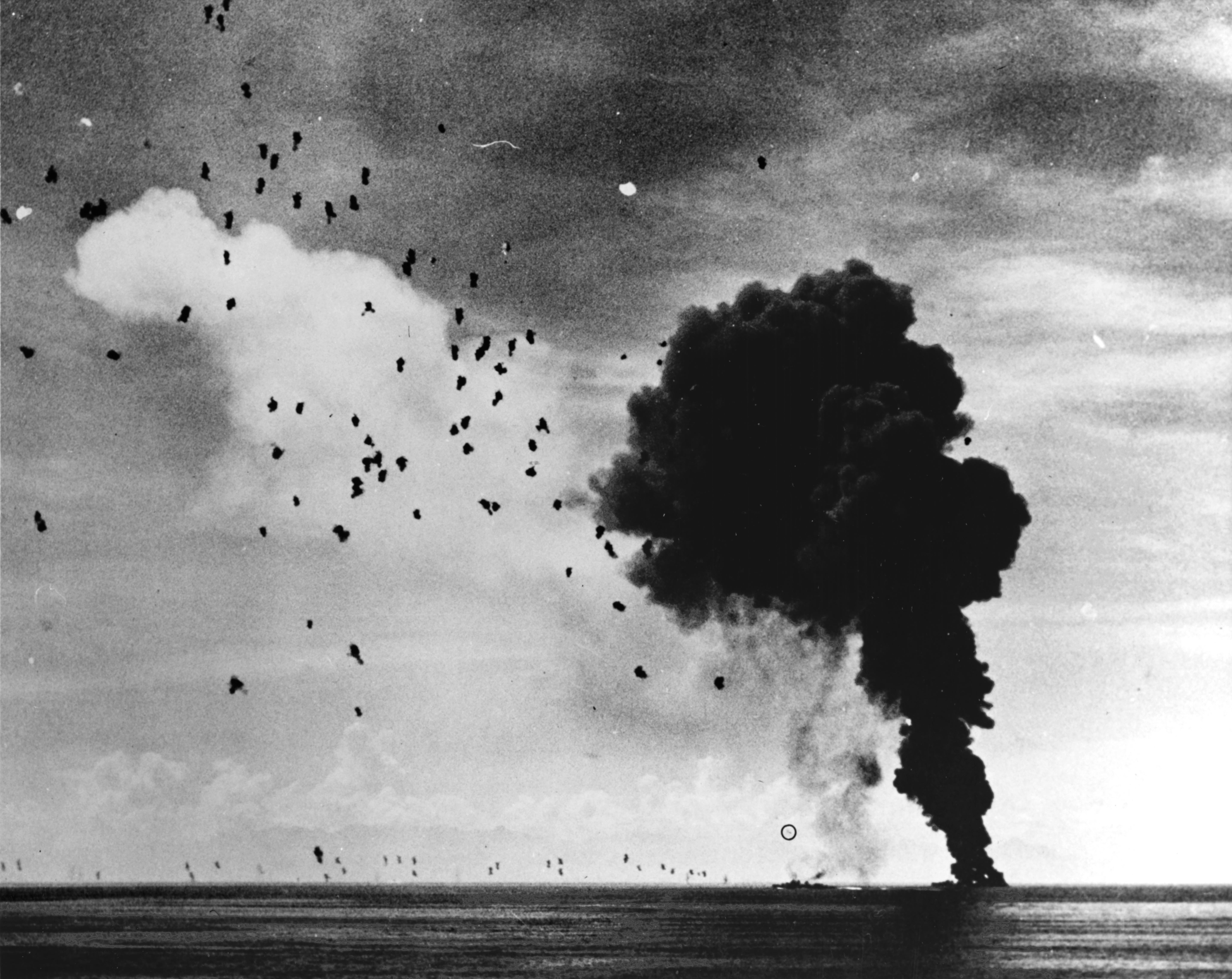
「アブナー・リード」の最期

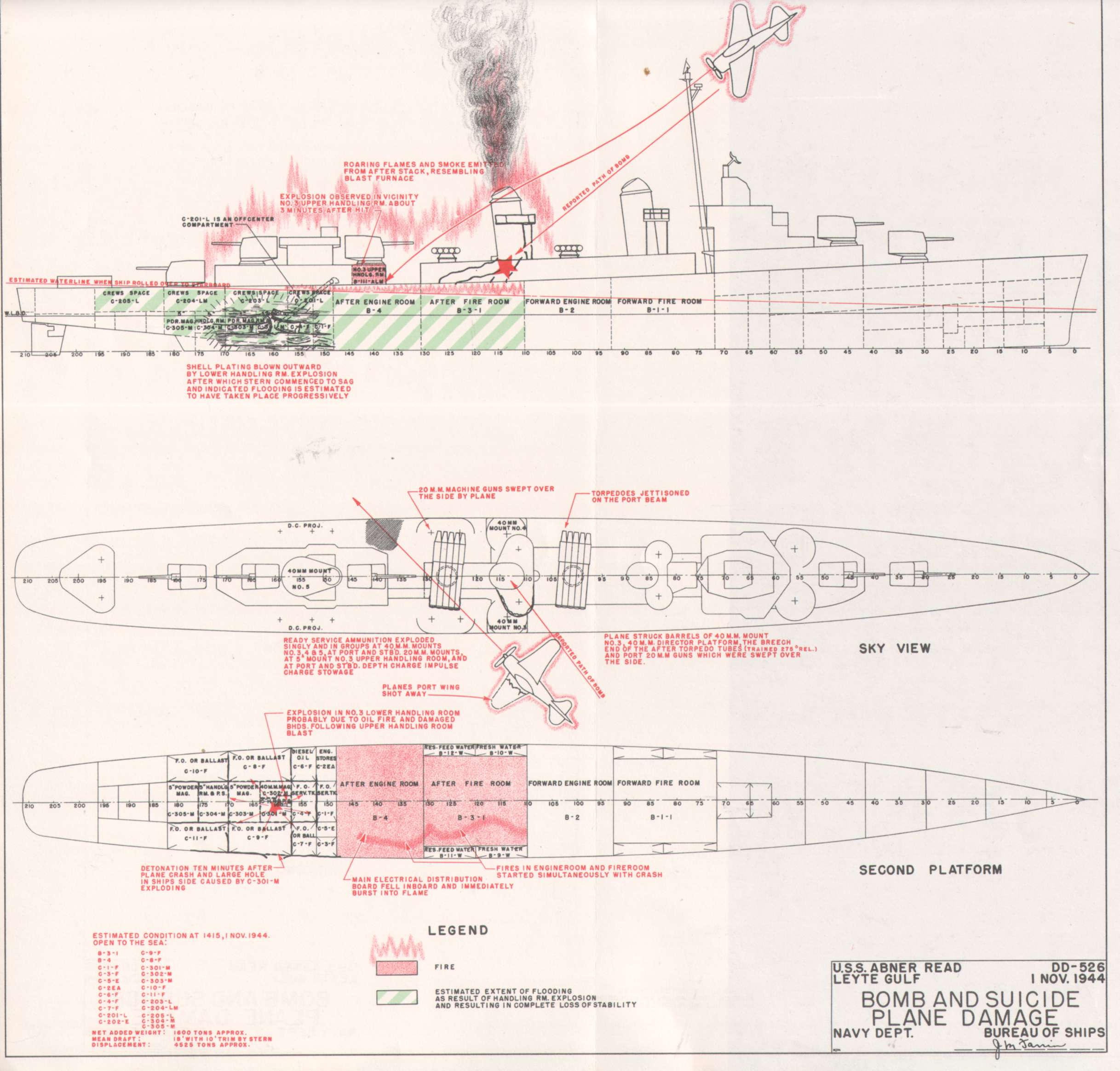
1944年11月1日の航空特攻による「アブナー・リード」の損害を示した図

1944年11月1日、約10日前から開始された神風特別攻撃隊による特攻はレイテ湾内でも実施された。湾内にいた第7艦隊の諸艦艇のうち、駆逐艦「クラクストン（USS Claxton, DD-571）」「アムメン（USS Ammen, DD-527）」および「キレン（USS Killen, DD-593）」に神風が命中し、「クラクストン」は損害が大きく行動不能に陥った。
「アブナー・リード」は救援班を短艇に乗せて「クラクストン」に派遣したが、その直後の13時41分、神風特攻「天兵隊」「至誠隊」および「神兵隊」のいずれかに属する2機の九九式艦上爆撃機が雲中から躍り出て、うち1機は「アブナー・リード」めがけて突入してきた。被弾しながらも、その九九式艦爆は突入直前に爆弾を投下し、機体は後部煙突横の40ミリ機関砲基台に命中、爆弾は後部煙突を突き破りボイラー室で爆発。機体に起因する火災が中央部を中心に発生し、艦の前後を行き来することは不可能となった。やがて水圧が下がって消防活動も出来なくなり、13時52分にいたって艦全体が震えるほどの大爆発が右舷側で発生し、艦尾を沈めて10度傾斜した。魚雷発射管に搭載済みの魚雷も火災により加熱で発射管が誤作動を起こして自然に飛び出し、うち4本は戦艦に向かっていったため、「目標」の戦艦は大慌てで回避運動を行う羽目となった。乗組員は最後まで消火に務めたものの、度重なる爆発についに耐え兼ねて14時5分に総員退艦が令せられ、「アブナー・リード」は10分後の14時15分に右に転覆したのち艦尾から沈没していった。沈没位置は北緯10度47分 東経125度22分 / 北緯10.783度 東経125.367度と記録されている。
駆逐艦「リチャード・P・リアリー (USS Richard P. Leary, DD-664) 」と損傷していた「クラクストン」が救難にあたり、戦死者は23名にとどまった。23名の中には、自らの救命胴衣を負傷した水兵に与えて溺死した者や、負傷しながらも対空砲火を撃ち続け、乗組員の救助にあたったのち忽然と姿を消した者もいた。救助された「アブナー・リード」のパーディ艦長は神風攻撃が効果的であることを認めたうえで、十分離れた距離で神風を撃破しうる兵器の開発をするべきだと報告した。
「アブナー・リード」は第二次世界大戦の戦功で4個の従軍星章を受章した。
2018年7月、キスカ島沖に沈んだ「アブナー・リード」の艦尾部分が発見された。

### サイト
- “DD-526 Abner Read” (チェコ語). Naval War in Pacific 1941 - 1945.   valka.cz. 2012年12月19日閲覧。

### 印刷物
- デニス・ウォーナー、ペギー・ウォーナー『ドキュメント神風 特攻作戦の全貌』 上、妹尾作太男（訳）、時事通信社、1982年。ISBN 4-7887-8217-0。
- デニス・ウォーナー、ペギー・ウォーナー『ドキュメント神風 特攻作戦の全貌』 下、妹尾作太男（訳）、時事通信社、1982年。ISBN 4-7887-8218-9。
- 木俣滋郎『日本水雷戦史』図書出版社、1986年。
- Brown, David. Warships Losses of World War Two. Arms and Armour, London, Great Britain, 1990. ISBN 0-85368-802-8.
- 森本忠夫『特攻 外道の統率と人間の条件』文藝春秋、1992年。ISBN 4-16-346500-6。
- 『世界の艦船増刊第43集　アメリカ駆逐艦史』、海人社、1995年。
- M.J.ホイットレー『第二次大戦駆逐艦総覧』岩重多四郎（訳）、大日本絵画、2000年。ISBN 4-499-22710-0。
- この記事はアメリカ合衆国政府の著作物であるDictionary of American Naval Fighting Shipsに由来する文章を含んでいます。 記事はここで閲覧できます。